# 福岡堅樹
福岡 堅樹（ふくおか けんき、1992年〈平成4年〉9月7日 - ）は、日本の元ラグビーユニオン選手。

## 人物
- 福岡県古賀市出身。
- 主なポジションはウィング (WTB)。
- 身長は175 cm・体重は83 kg・血液型はA型。
- 日本代表キャップは38。
- 座右の銘はAppleを創設したスティーヴ・ジョブズの "Stay hungry, Stay foolish"、"That is, longly denied, as more"である。
- 選手時代は、50メートルを5.8秒で走ることが出来た[1][2]。また100メートルを、中学2年の時に11秒7、高校の時に運動靴で11秒2で走ることが出来ていた[2]。通称『（日本代表の）スピードスター』[2][3]。松島幸太朗と共に、『ダブルフェラーリ』と形容されたこともある[4]。

## 経歴
祖父は医師、父は歯科医師という環境で生まれ育ち、5歳時に玄海ジュニアラグビークラブでラグビーを始める。中学時代は陸上部と掛け持ちで活動。福岡県立福岡高等学校時代は2010年度の第90回全国高等学校ラグビーフットボール大会に出場し、1回戦の本郷高校戦では、試合終了間際にトライ（認定トライ）を決め、チームを逆転勝ちに導いた。
医学部のある大学への入学を目指すが受験に失敗し、一浪時の国公立大学二次試験の後期試験で受験した筑波大学情報学群に面接のみで合格したことから2012年に入学し、ラグビー部に入部した。対日本体育大学戦が関東大学ラグビー対抗戦（以下、対抗戦）の初の出場試合となったが、実に6トライを挙げる活躍を見せ、その後も主力メンバーの一人として筑波大学の対抗戦初優勝に貢献した。さらに続く第49回全国大学選手権でも、筑波大学初となる同大会準優勝に貢献している。
2013年2月、ジュニア・ジャパンに選出後、同年4月に日本代表に選出された。初のキャップ獲得試合は4月20日のフィリピン代表戦。そして、6月8日および6月15日にそれぞれ行われたウェールズ戦ではいずれもスタメン出場を果たし、15日の試合では対ウェールズ代表戦初勝利のメンバーとして名を連ねた。
2015年、第51回全国大学選手権で2回目となる大会準優勝に貢献した。また同年8月にはラグビーワールドカップ2015の日本代表に選ばれる。
2016年、パナソニック ワイルドナイツに加入し、同年7月にはリオデジャネイロオリンピックの7人制日本代表に選ばれた。同年9月17日、ジャパンラグビートップリーグ第4節の東京サントリーサンゴリアス戦にて先発出場で公式戦初出場を果たす。さらに、同年11月にはスーパーラグビー・サンウルブズの2017年スコッドに入った。
2019年8月、ラグビーワールドカップ2019の日本代表に選出された。大会直前の負傷によりW杯本大会開幕戦のロシア代表戦は欠場したが、2戦目のアイルランド代表戦以降の4試合に出場して通算4トライを決め、大会後に大会公式ウェブサイトが選ぶ、大会を盛り上げた「別格だったマグニフィセント・セブン（豪華な7人）」に選出された。2019年ワールドカップを最後に15人制日本代表を引退する。
2020年、トップリーグに2試合出場した。以降のプランとして、2020年東京オリンピックで7人制ラグビー出場を果たした後に現役選手を引退し医師を目指すことを公言していたが、新型コロナウイルス感染症 (COVID19) の流行により東京五輪が2021年に延期されたことで五輪出場を断念した。
2021年2月20日、順天堂大学医学部に合格したことを自身のTwitterで発表した。
選手として最後のシーズンの2021年は、チームの一員としてジャパンラグビートップリーグ2021を戦った。「負けたら引退」ということで臨んだプレーオフトーナメントでも活躍し、5月23日に秩父宮ラグビー場で行われた決勝戦（対東京サントリーサンゴリアス戦）では5試合連続となるトライを決め、チームを5年ぶりの優勝に導いた。この試合は、第58回日本ラグビーフットボール選手権大会の決勝を兼ねていたため、高校大学社会人を通じて自身初の日本一となり有終の美を飾った。翌24日に行われたトップリーグの年間表彰式で初の最優秀選手（MVP）に選ばれ、ベストフィフティーンにも選出された。

## テレビ
- ラグビーウィークリー（BS朝日）「ワイルドな奴 #31」
- 中居正広のスポーツ!号外スクープ狙います!（2015年11月3日、テレビ朝日）
- クイズプレゼンバラエティー Qさま!!（2015年12月14日、テレビ朝日）
- 珍種目No.1は誰だ!? ピラミッド・ダービー（2017年8月13日、TBS）
- しゃべくり007（2019年4月22日、日本テレビ）
- 踊る!さんま御殿!!（2019年6月18日、日本テレビ）
- くりぃむしちゅーの!THE☆レジェンド第10弾（2019年11月4日、日本テレビ）
- 徹子の部屋（2020年8月7日、テレビ朝日）
- 逃走中（2020年1月5日・8月30日、フジテレビ）
- あさチャン!（TBS）- 現役引退後の2021年7月・8月にまで延期された2020東京オリンピックの開催期間中に、「東京オリンピックスペシャルプレゼンター」として出演。

## 受賞歴
- 2017-18ベストフィフティーン
- 2018-19ベストフィフティーン
- 2020-21MVP ベストフィフティーン

## CM出演
- プラスワン[24]